# Tour de Corse 2016
Le 59e Tour de Corse 2016 est le 11e rallye du Championnat du monde des rallyes 2017.

## Présentation et résumé
Le rallye se tient du 30 au 2 octobre 2016.
Sébastien Ogier l’emporte en menant le rallye de bout en bout. C'est la troisième fois qu'il s'impose à domicile, mais c'est la première fois en Corse, ses deux autres succès ayant eu lieu du côté de l’Alsace.
Thierry Neuville quant à lui se classe deuxième, profitant de la crevaison puis de la sortie de route de Kris Meeke, faisant chuter ce dernier au-delà du top 10.

## Résultats

### Classement final
| Rang              | Pilote             | Copilote          | Numéro            | Voiture                          | Écurie                | Classe            | Temps             | Écart             | Points            |
| Toutes catégories | Toutes catégories  | Toutes catégories | Toutes catégories | Toutes catégories                | Toutes catégories     | Toutes catégories | Toutes catégories | Toutes catégories | Toutes catégories |
| ----------------- | ------------------ | ----------------- | ----------------- | -------------------------------- | --------------------- | ----------------- | ----------------- | ----------------- | ----------------- |
| 1                 | Sébastien Ogier    | Julien Ingrassia  | 1                 | Volkswagen Motorsport            | Volkswagen Polo R WRC | WRC               | 4 h 07 min 17 s 0 |                   | 261               |
| 2                 | Thierry Neuville   | Nicolas Gilsoul   | 3                 | Hyundai Motorsport               | Hyundai i20 WRC       | WRC               | 4 h 08 min 03 s 4 | +46.4             | 18                |
| 3                 | Andreas Mikkelsen  | Anders Jæger      | 9                 | Volkswagen Motorsport II         | Volkswagen Polo R WRC | WRC               | 4 h 08 min 27 s 0 | +1 min 10 s 0     | 172               |
| 4                 | Jari-Matti Latvala | Miikka Anttila    | 2                 | Volkswagen Motorsport            | Volkswagen Polo R WRC | WRC               | 4 h 08 min 52 s 6 | +1 min 35 s 6     | 12                |
| 5                 | Craig Breen        | Scott Martin      | 8                 | Abu Dhabi Total World Rally Team | Citroën DS3 WRC       | WRC               | 4 h 09 min 35 s 6 | +2 min 18 s 6     | 10                |
| 6                 | Hayden Paddon      | John Kennard      | 20                | Hyundai Motorsport N             | Hyundai i20 WRC       | WRC               | 4 h 09 min 53 s 1 | +2 min 36 s 1     | 8                 |
| 7                 | Dani Sordo         | Marc Martí        | 4                 | Hyundai Motorsport               | Hyundai i20 WRC       | WRC               | 4 h 10 min 23 s 9 | +3 min 06 s 9     | 6                 |
| 8                 | Eric Camilli       | Benjamin Veillas  | 6                 | M-Sport World Rally Team         | Ford Fiesta RS WRC    | WRC               | 4 h 12 min 10 s 9 | +4 min 53 s 9     | 4                 |
| 9                 | Mads Østberg       | Ola Fløene        | 5                 | M-Sport World Rally Team         | Ford Fiesta RS WRC    | WRC               | 4 h 12 min 54 s 7 | +5 min 37 s 7     | 2                 |
| 10                | Ott Tänak          | Raigo Mõlder      | 12                | DMACK World Rally Team           | Ford Fiesta RS WRC    | WRC               | 4 h 13 min 43 s 6 | +6 min 26 s 6     | 1                 |
| 16                | Kris Meeke         | Paul Nagle        | 7                 | Abu Dhabi Total World Rally Team | Citroën DS3 WRC       | WRC               | 4 h 29 min 52 s 2 | +22 min 35 s 2    | 3                 |

3, 2, 1 : y compris les 3, 2 et 1 points attribués aux trois premiers de la spéciale télévisée (power stage).

### Spéciales chronométrées
| Étape           | Spéciale | Heure                                  | Nom      | Distance                          | Vainqueur             | Temps         | Leader          |
| --------------- | -------- | -------------------------------------- | -------- | --------------------------------- | --------------------- | ------------- | --------------- |
| Jour 1 (30 Sep) | SS1      | Acqua Doria - Albittreccia 1           | 49,72 km | Sébastien Ogier                   | Volkswagen Polo R WRC | 30 min 24 s 1 | Sébastien Ogier |
| Jour 1 (30 Sep) | SS2      | Plage du Liamone - Sarrola-Carcopino 1 | 29,12 km | Sébastien Ogier                   | Volkswagen Polo R WRC | 18 min 39 s 6 | Sébastien Ogier |
| Jour 1 (30 Sep) | SS3      | Acqua Doria - Albittreccia 2           | 49,72 km | Sébastien Ogier                   | Volkswagen Polo R WRC | 30 min 11 s 6 | Sébastien Ogier |
| Jour 1 (30 Sep) | SS4      | Plage du Liamone - Sarrola-Carcopino 2 | 29,12 km | Sébastien Ogier                   | Volkswagen Polo R WRC | 18 min 37 s 5 | Sébastien Ogier |
| Jour 2 (1 Oct)  | SS5      | Orezza - La Porta - Valle di Rostino 1 | 53,72 km | Kris Meeke                        | Citroën DS3 WRC       | 35 min 36 s 5 | Sébastien Ogier |
| Jour 2 (1 Oct)  | SS6      | Novella - Pietralba 1                  | 30,80 km | Sébastien Ogier Andreas Mikkelsen | Volkswagen Polo R WRC | 18 min 26 s 2 | Sébastien Ogier |
| Jour 2 (1 Oct)  | SS7      | Orezza - La Porta - Valle di Rostino 2 | 53,72 km | Sébastien Ogier                   | Volkswagen Polo R WRC | 35 min 38 s 1 | Sébastien Ogier |
| Jour 2 (1 Oct)  | SS8      | Novella - Pietralba 2                  | 30,80 km | Thierry Neuville                  | Hyundai i20 WRC       | 19 min 06 s 1 | Sébastien Ogier |
| Jour 3 (2 Oct)  | SS9      | Antisanti - Poggio di Nazza            | 53,78 km | Kris Meeke                        | Citroën DS3 WRC       | 33 min 11 s 6 | Sébastien Ogier |
| Jour 3 (2 Oct)  | SS10 *   | Porto-Vecchio - Palombaggia            | 10,42 km | Kris Meeke                        | Citroën DS3 WRC       | 6 min 09 s 0  | Sébastien Ogier |

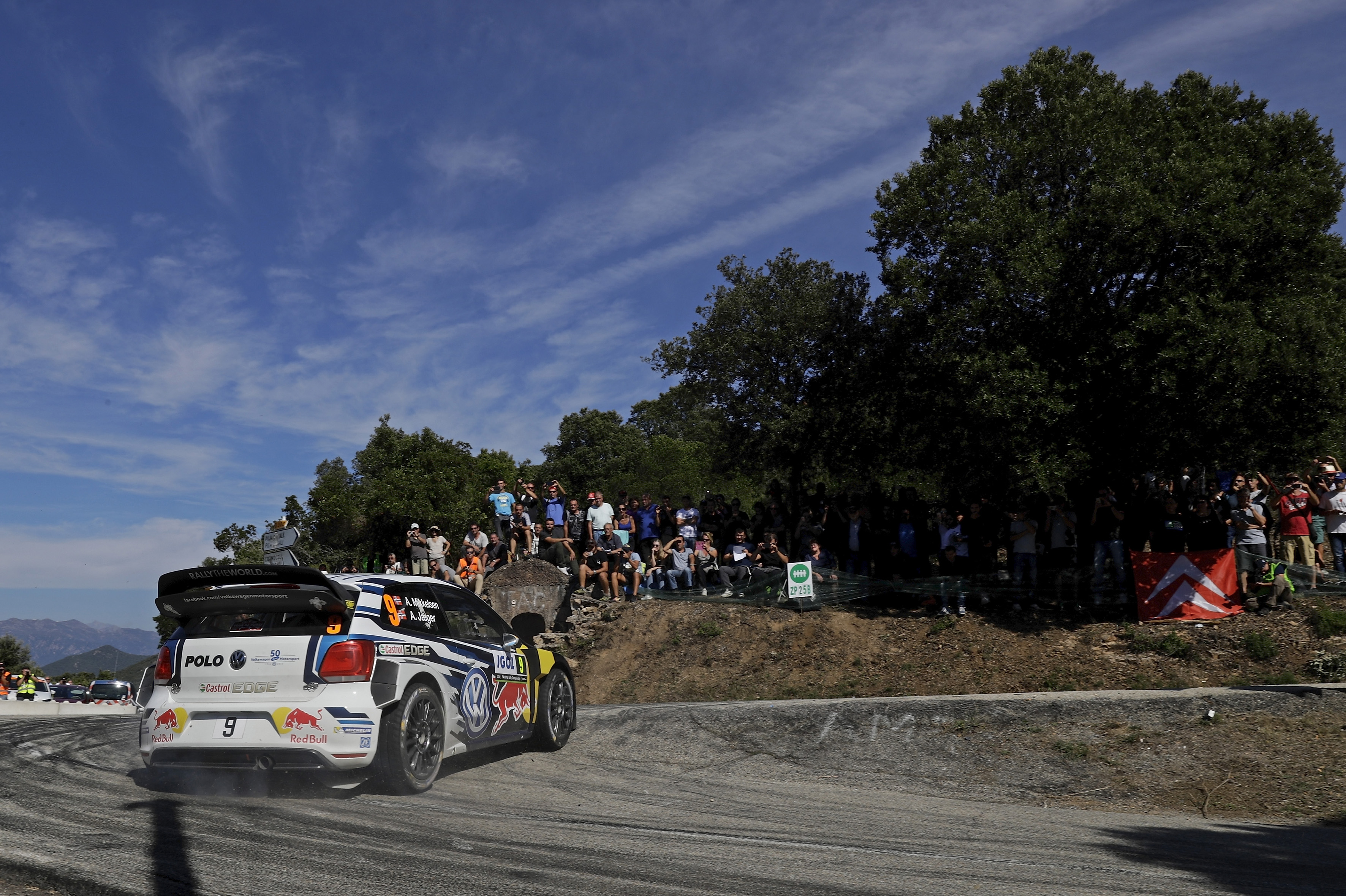
Andreas Mikkelsen, ici durant le rallye, remporte une spéciale.

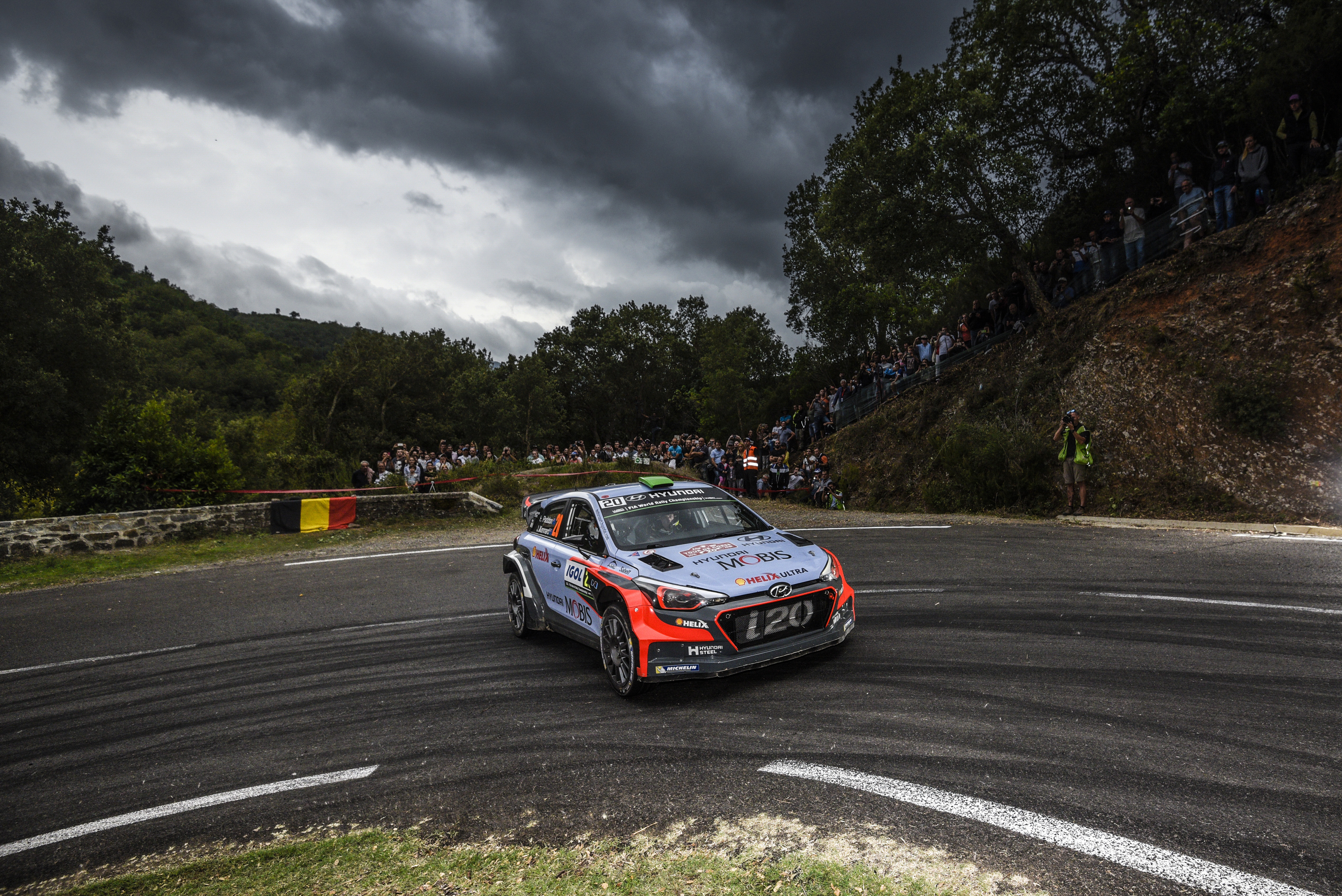
Hayden Paddon durant le rallye.

* : spéciale télévisée attribuant des points aux trois premiers pilotes

## Classements au championnat après l'épreuve

### Classement des pilotes
Selon le système de points en vigueur, les 10 premiers équipages remportent des points, 25 points pour le premier, puis 18, 15, 12, 10, 8, 6, 4, 2 et 1.
| Pos. | Pilotes            | MON  | SUE  | MEX  | ARG  | POR  | ITA  | POL  | FIN  | GER  | CHN | FRA  | ESP | GBR | AUS | Points |
| ---- | ------------------ | ---- | ---- | ---- | ---- | ---- | ---- | ---- | ---- | ---- | --- | ---- | --- | --- | --- | ------ |
| 1    | Sébastien Ogier    | 25+3 | 25+3 | 18+3 | 18+1 | 15+3 | 15+3 | 8+3  | 0    | 25+1 |     | 25+1 |     |     |     | 195    |
| 2    | Andreas Mikkelsen  | 18+1 | 12+2 | Ab.  | 15   | 18+1 | 0    | 25   | 6    | 12   |     | 15+2 |     |     |     | 127    |
| 3    | Thierry Neuville   | 15   | 0    | Ab.  | 8    | 0    | 25   | 12+1 | 12+3 | 15+3 |     | 18   |     |     |     | 112    |
| 4    | Hayden Paddon      | 0    | 18   | 10+1 | 25+3 | Ab.  | Ab.  | 15   | 10+2 | 10   |     | 8    |     |     |     | 102    |
| 5    | Jari-Matti Latvala | Ab.  | 0    | 25+2 | 0    | 8+2  | 18+1 | 10+2 | 18+1 | 2    |     | 12   |     |     |     | 101    |
| 6    | Dani Sordo         | 8+2  | 8    | 12   | 12+2 | 12   | 12   | Ab.  | -    | 18   |     | 6    |     |     |     | 92     |
| 7    | Mads Østberg       | 12   | 15   | 15   | 10   | 6    | Ab.  | 4    | 8    | 8    |     | 2    |     |     |     | 80     |
| 8    | Kris Meeke         | Ab.  | 0+1  | -    | -    | 25   | -    | -    | 25   | -    |     | 3    |     |     |     | 54     |
| 9    | Ott Tänak          | 6    | 10   | 8    | 0    | Ab.  | 10   | 18   | Ab.  | 0    |     | 1    |     |     |     | 53     |
| 10   | Craig Breen        | -    | 4    | -    | -    | -    | -    | 6    | 15   | -    |     | 10   |     |     |     | 35     |
| 11   | Eric Camilli       | Ab.  | Ab.  | 0    | 4    | 10   | 8    | 1    | Ab.  | 0    |     | 4    |     |     |     | 27     |
| 12   | Henning Solberg    | -    | 6    | -    | 2    | 0    | 6    | 0    | 0    | -    |     | -    |     |     |     | 14     |
| 13   | Stéphane Lefebvre  | 10   | -    | -    | -    | 0    | -    | 2    | -    | Ab.  |     | -    |     |     |     | 12     |
| 14   | Esapekka Lappi     | 2    | 0    | -    | -    | -    | 0    | 0    | 4    | 6    |     | -    |     |     |     | 12     |
| 15   | Martin Prokop      | -    | -    | 6    | -    | 4    | 2    | -    | -    | -    |     | -    |     |     |     | 12     |
| 16   | Teemu Suninen      | -    | 1    | 2    | -    | 0    | 4    | 0    | 1    | 0    |     | 0    |     |     |     | 8      |
| 17   | Elfyn Evans        | 4    | 2    | -    | 0    | 0    | -    | 0    | 0    | -    |     | 0    |     |     |     | 6      |
| 18   | Pontus Tidemand    | -    | -    | -    | -    | 2    | -    | 0    | Ab.  | 4    |     | -    |     |     |     | 6      |
| 19   | Marcos Ligato      | -    | -    | -    | 6    | -    | -    | -    | 0    | -    |     | -    |     |     |     | 6      |
| 20   | Lorenzo Bertelli   | Ab.  | -    | 4    | 0    | -    | Ab.  | 0    | Ab.  | 0    |     | 0    |     |     |     | 4      |
| 21   | Kevin Abbring      | -    | -    | -    | -    | -    | 0+2  | -    | 2    | -    |     | Ab.  |     |     |     | 4      |
| 22   | Jan Kopecky        | -    | -    | -    | -    | 0    | 1    | -    | -    | 2    |     | 0    |     |     |     | 3      |
| 23   | Armin Kremer       | 1    | -    | 0    | -    | -    | 0    | Ab.  | -    | 1    |     | -    |     |     |     | 2      |
| 24   | Nicolás Fuchs      | -    | -    | 0    | 1    | 1    | -    | 0    | -    |      |     | -    |     |     |     | 2      |
| 25   | Valeriy Gorban     | -    | -    | 1    | Ab.  | Ab.  | 0    | 0    | 0    | -    |     | -    |     |     |     | 1      |

| Couleur | Résultat                                                         |
| ------- | ---------------------------------------------------------------- |
| Or      | Vainqueur                                                        |
| Argent  | 2e place                                                         |
| Bronze  | 3e place                                                         |
| Vert    | Classé, dans les points                                          |
| Bleu    | Classé, hors des points Non classé (Nc.)                         |
| Mauve   | Abandon (Ab.) Retrait (Re.)                                      |
| Noir    | Disqualifié (Dq.)                                                |
| Blanc   | N'a pas pris le départ (Np.) Forfait (Forf.) Épreuve annulée (A) |
| Aucune  | N'a pas participé (-)                                            |

### Classement des constructeurs
Les points sont accordés aux 10 premiers classés.
| Position | 1er | 2e | 3e | 4e | 5e | 6e | 7e | 8e | 9e | 10e |
| Points   | 25  | 18 | 15 | 12 | 10 | 8  | 6  | 4  | 2  | 1   |

| Pos. | Constructeurs               | no | MON | SWE | MEX | ARG | POR | ITA | POL | FIN | GER | CHN | FRA | ESP | GBR | AUS | Points |
| ---- | --------------------------- | -- | --- | --- | --- | --- | --- | --- | --- | --- | --- | --- | --- | --- | --- | --- | ------ |
| 1    | Volkswagen Motorsport       | 1  | 25  | 25  | 18  | 18  | 18  | 15  | 8   | 6   | 25  |     | 25  |     |     |     | 293    |
| 1    | Volkswagen Motorsport       | 2  | Ab. | 4   | 25  | 2   | 10  | 18  | 10  | 25  | 4   |     | 12  |     |     |     | 293    |
| 2    | Hyundai World Rally Team    | 3  | 15  | 6   | Ab. | 12  | Ab. | Ab. | 12  | 18  | 15  |     | 18  |     |     |     | 227    |
| 2    | Hyundai World Rally Team    | 4  | 10  | 18  | 12  | 8   | 15  | 12  | 15  | 15  | 18  |     | 8   |     |     |     | 227    |
| 3    | Volkswagen Motorsport II    | 9  | 18  | 12  | Ab. | 15  | 25  | 4   | 25  | 10  | 12  |     | 15  |     |     |     | 136    |
| 4    | M-Sport                     | 5  | 12  | 15  | 15  | 10  | 12  | Ab. | 6   | 12  | 8   |     | 6   |     |     |     | 132    |
| 4    | M-Sport                     | 6  | Ab. | Ab. | 4   | 6   | 8   | 8   | 4   | Ab. | 2   |     | 4   |     |     |     | 132    |
| 5    | Hyundai Motorsport N        | 10 | 6   | 8   | 10  | 25  | 2   | 2   | -   | 8   | 10  |     | 10  |     |     |     | 106    |
| 5    | Hyundai Motorsport N        | 20 | -   | -   | -   | -   | -   | 25  | Ab. | Ab. | -   |     | -   |     |     |     | 106    |
| 6    | DMACK World Rally Team      | 12 | 8   | 10  | 8   | 4   | Ab. | 10  | 18  | Ab. | 6   |     | 2   |     |     |     | 66     |
| 7    | Jipocar Czech National Team | 21 | Ab. | Ab. | 6   | -   | 6   | 6   | -   | -   | -   |     | -   |     |     |     | 18     |
| 8    | YAZEED RACING               | 30 | Ab. | 0   | Ab. | -   | 4   | Ab. | Ab. | Ab. | -   |     | -   |     |     |     | 4      |